# Simon Stevin Meester
Simon Stevin Meester was een eretitel die van 1998 tot 2017 jaarlijks door de Technologiestichting STW werd toegekend aan vooraanstaande onderzoekers voor hun werk op het gebied van Toegepaste en Technische Wetenschappen. De laureaten moesten uitblinken in het op een overtuigende manier verkrijgen van steun voor hun onderzoek en zorgen voor de toepassing van hun onderzoeksresultaten. De prijs bestond uit een bedrag van een half miljoen euro, te besteden aan onderzoek naar keuze, en een bronzen sculptuur gemaakt door kunstenaar Rob Raaijmakers.
De eretitel was vernoemd naar Simon Stevin (1548-1620), de eerste grote ingenieur van de Nederlanden, die bekend was voor zijn bijdragen aan wiskunde, natuurkunde, techniek en waterbouwkunde. Hij wordt gezien als een van de grondleggers van de moderne wetenschap in Nederland.
De ontvangers van de Simon Stevin Meester titel waren:
- 1998: prof. dr. ir. David Reinhoudt, prof. dr. Miko Elwenspoek en prof. dr. ir. Johan Huijsing
- 1999: prof. dr. ir. Gerard Meijer en prof. dr. Jacques van Boom
- 2000: prof. dr. Jacob Moulijn
- 2001: prof. dr. Paddy French
- 2002: prof. dr. Cock Lodder en prof. dr. ir. Albert van den Berg
- 2003: prof. dr. John Jansen
- 2004: prof. dr. ir. Arthur van Roermund
- 2005: prof. dr. Joke Bouwstra
- 2006: prof. dr. ir. Jaap Schouten
- 2007: prof. dr. ir. Ton van der Steen
- 2008: prof. dr. Han Wösten
- 2009: prof. dr. Detlef Lohse
- 2010: prof. dr. Philip de Goey
- 2011: prof. dr. ing. Dave Blank en prof. dr. Oscar Kuipers
- 2012: prof. dr. Frans van der Helm
- 2013: prof. dr. ir. Mark van Loosdrecht
- 2014: prof. dr. ir. Bram Nauta
- 2015: prof. dr. Wiro J. Niessen
- 2016: prof. dr. ir. Maarten Steinbuch en prof. dr. Suzanne Hulscher
- 2017: prof. dr. Andrew Webb

Nadat de Technologiestichting STW opging in de Nederlandse Organisatie voor Wetenschappelijk Onderzoek werd in 2018 de Simon Stevin Meester titel samengevoegd met de Simon Stevin Gezel en Simon Stevin Leerling titels tot de Stevinpremie. 